# Schloss Schleinitz

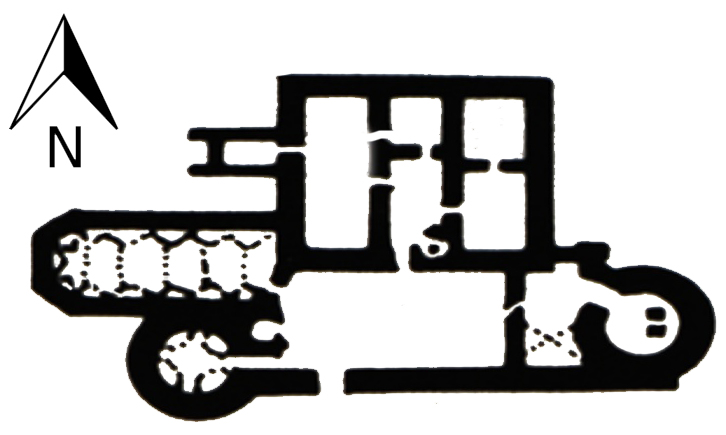
Grundriss

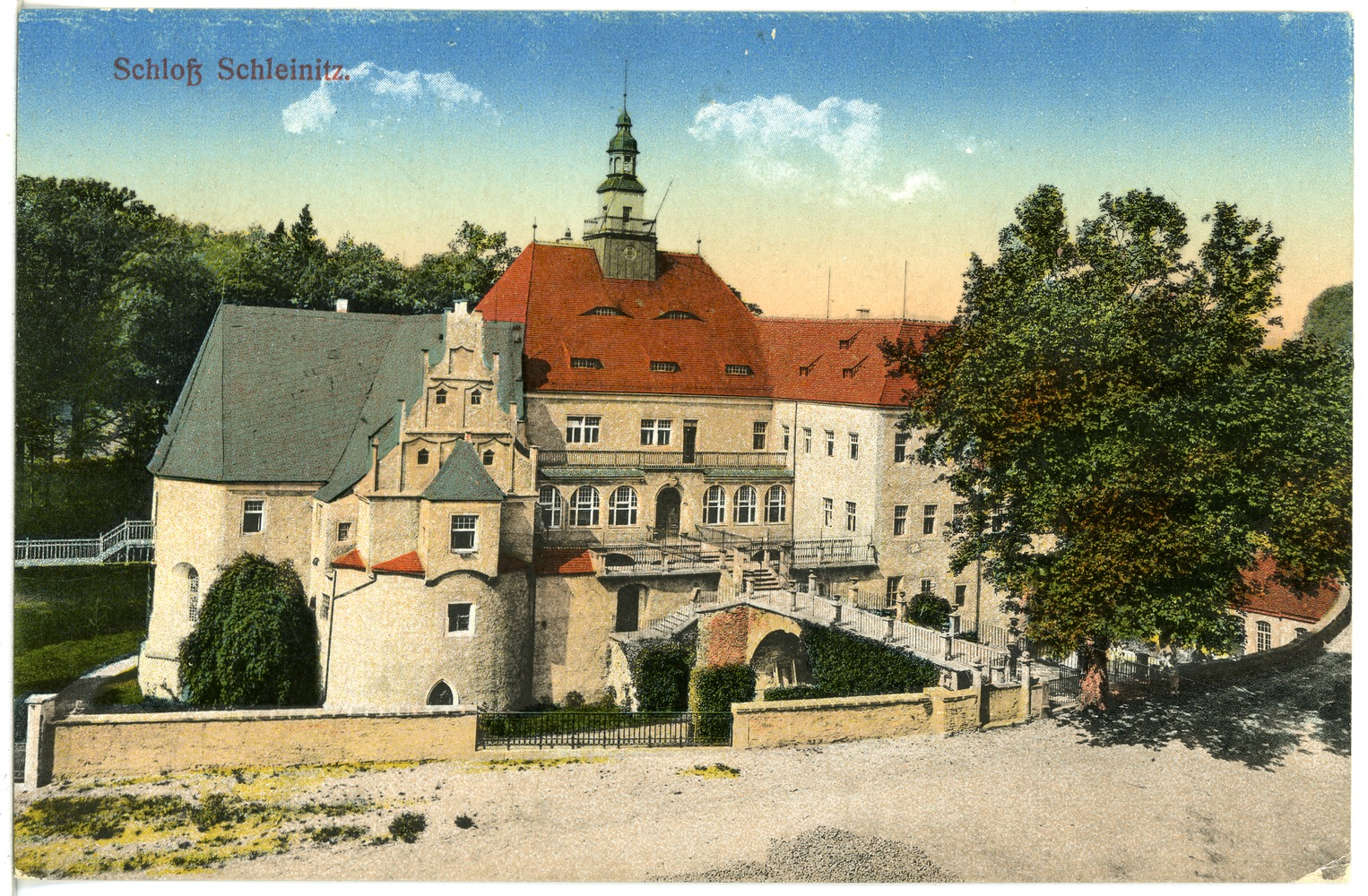
Schloss Schleinitz (1916)

Schloss Schleinitz ist ein spätgotisches ehemaliges Wasserschloss im Renaissancestil. Es befindet sich im Nossener Ortsteil Schleinitz (Landkreis Meißen) im Ketzerbachtal, 4,5 km südlich Lommatzsch und 13 km westlich von Meißen und war bis 1945 eine der flächenmäßig größten Grundherrschaften von Sachsen.

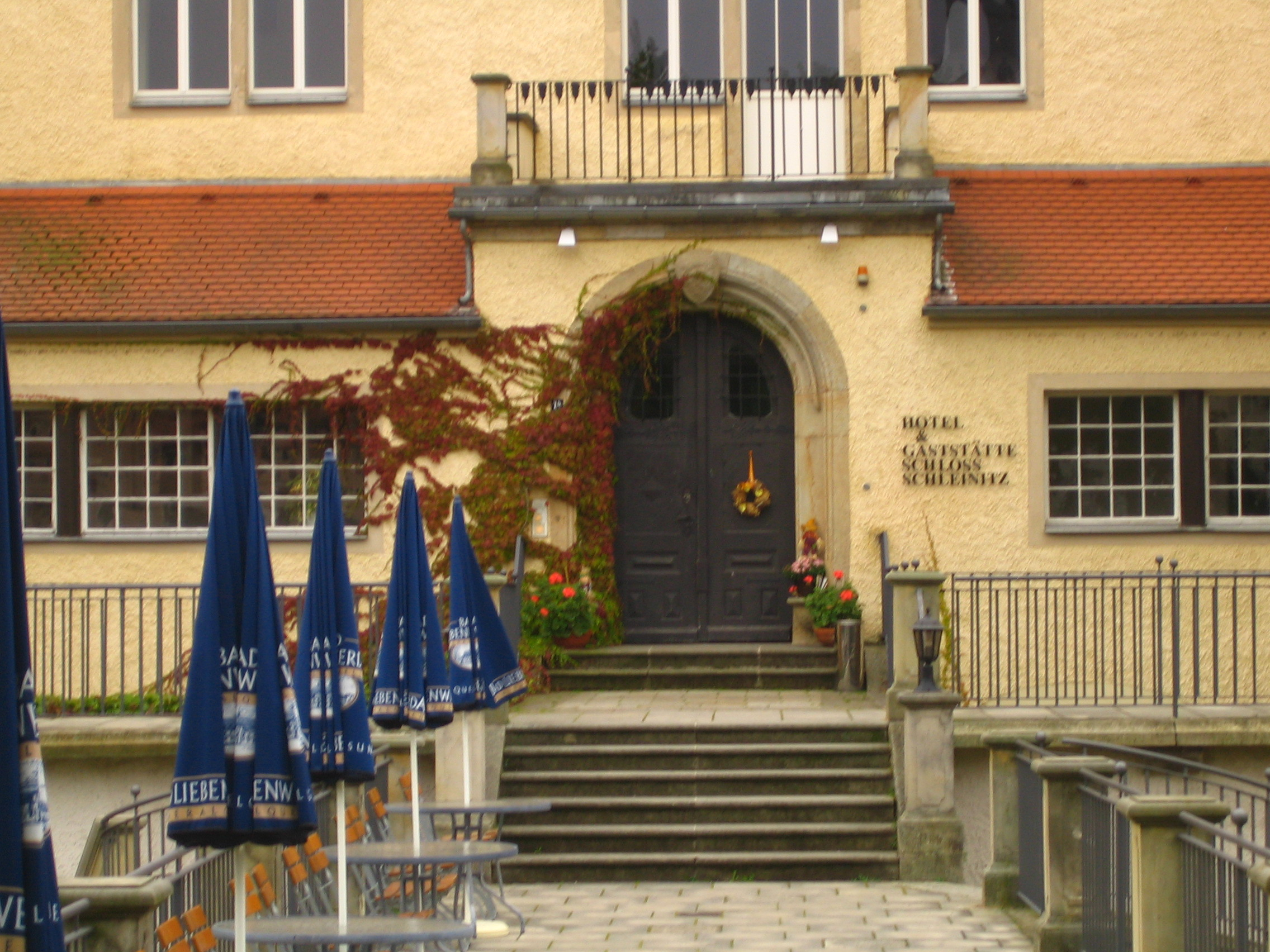
Portal Hotel Schloss Schleinitz

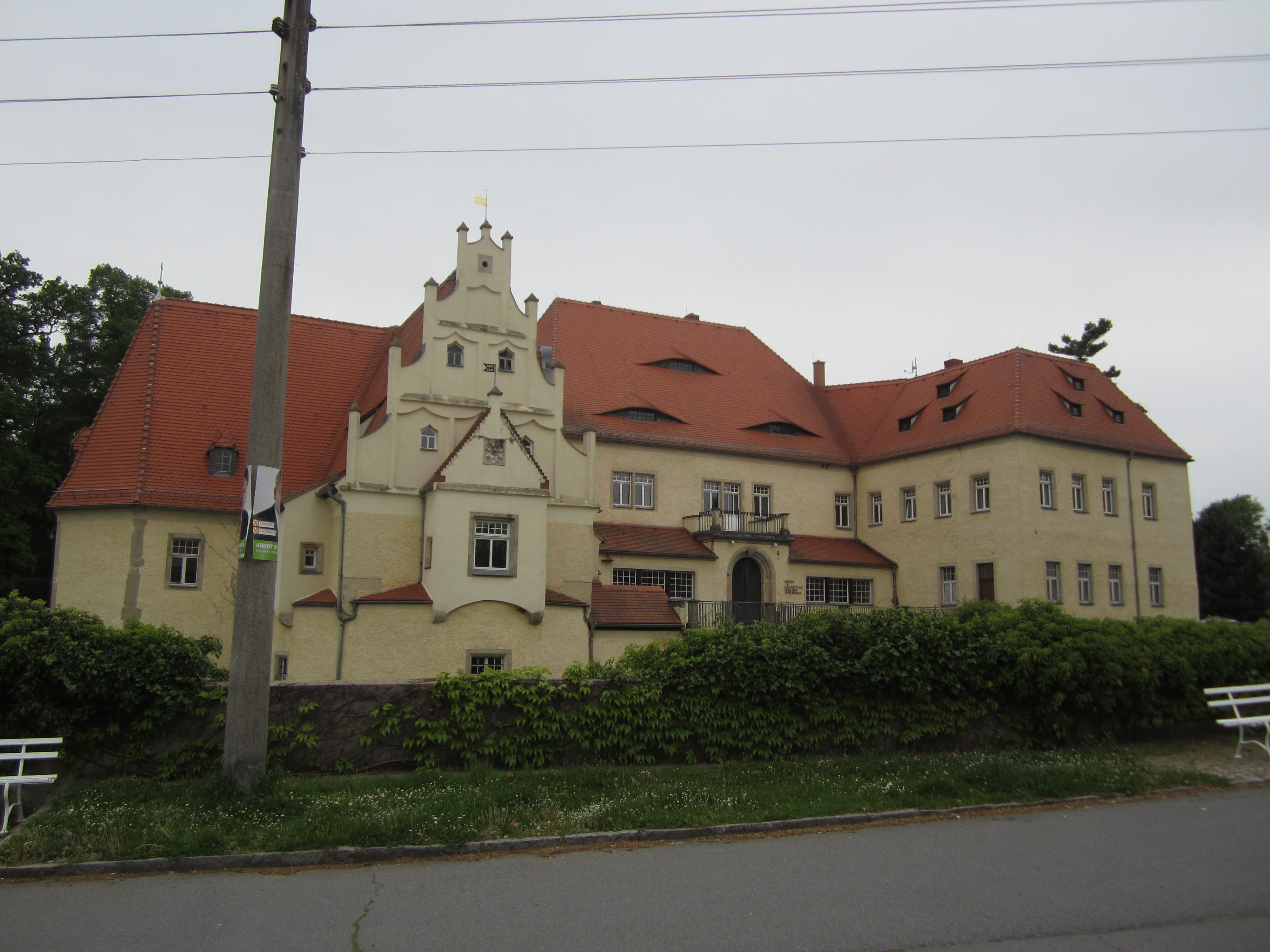
Schloss Schleinitz, vorne

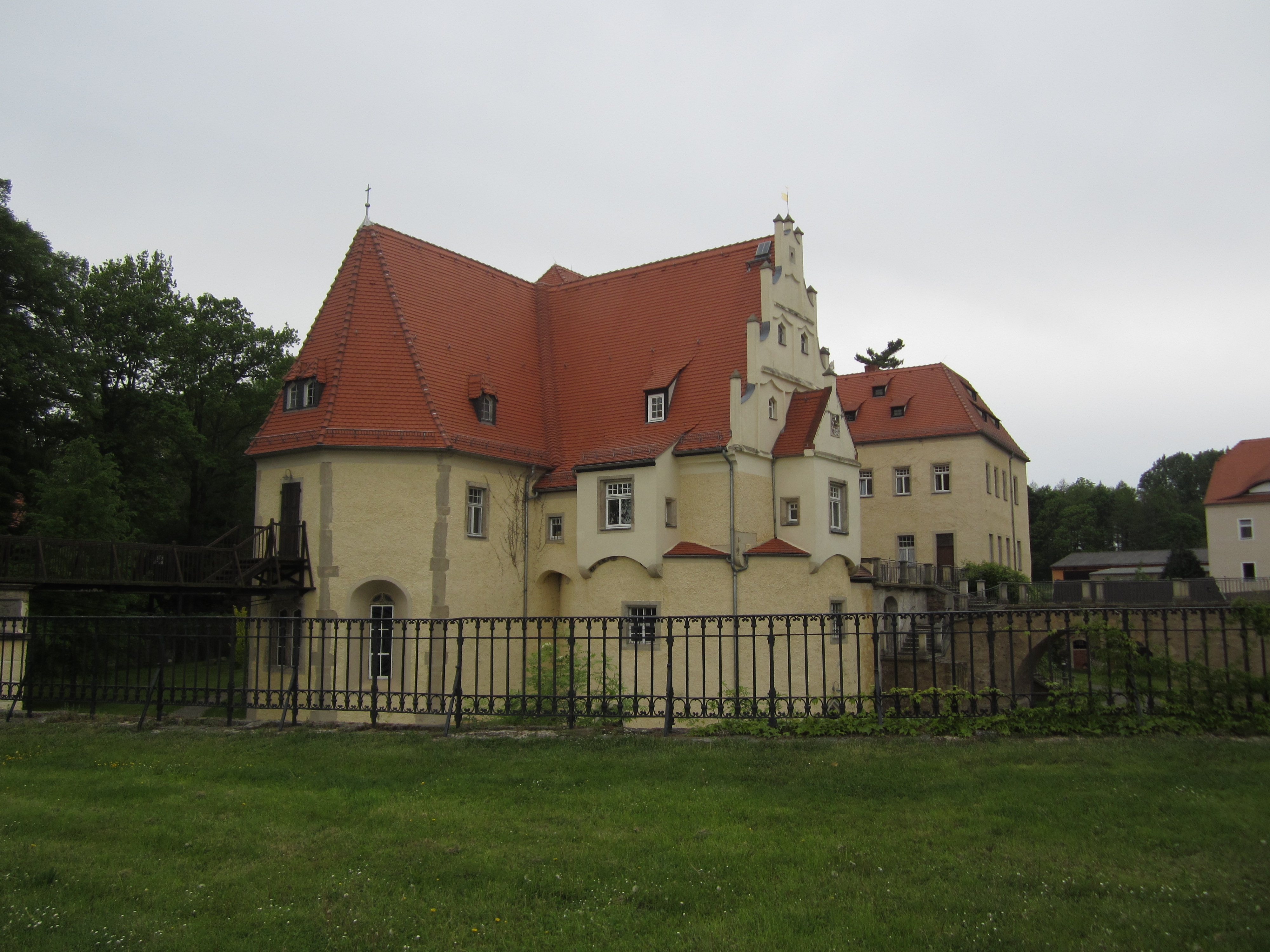
Seitliche Schlossfassade

## Baubeschreibung
Der spätgotische Bau wurde Ende des 15. und Anfang des 16. Jahrhunderts an Stelle einer möglichen Wasserburg mit vorgelagerten zwei Rundtürmen errichtet. Die heute sichtbare Grabensohle lag zu diesem Zeitpunkt mindestens drei Meter tiefer, da der mit einer Staumauer verbundene dahinter liegende Teich noch 1923 eine Tiefe von immerhin vier Metern aufwies. Die heute noch im Grabenbereich sichtbaren beiden Türme sind durch eine Wehrmauer verbunden. Zwischen den beiden Türmen befindet sich der Innenhof, Reste des ehemaligen Zwingers. Die spätgotische Baukonzeption sah nie eine Flutung und Nutzung des umgebenden Grabens als Wassergraben vor, sondern verfolgte bereits das durch den Neubau der Albrechtsburg Meißen vorgegebene nicht mehr ausschließlich militärisch ausgerichtete Schlosskonzept, sondern fokussierte auf die architektonische Machtrepräsentation der Grundherrschaft. Von der ursprünglich gotischen Fassung ist heute nur der linke Flügel mit dem sogenannten Keller erhalten, der das eigentliche Erdgeschoss auf heutiger Grabensohle bildet. Es ist die ehemalige Hauskapelle mit einem Zellengewölbe. Ihr Chor ist mit drei Seiten des Achtecks geschlossen. In der Achse der Kapelle befinden sich zwei Fenster mit Vorhangbögen und starken Überschneidungen der Profile, die den Schleinitzer Baumeister in die geschichtliche Nähe des Arnold von Westfalen rückt. Bis zur Reformation wurde diese herrschaftliche Kapelle durch einen besonderen Altaristen bedient, der Pastor aus Leuben musste hier predigen, bzw. musste der Schullehrer aus Leuben als Organist tätig werden, um auf Verlangen des Grundherren diesen, seine Familie und Untergebenen mit dem Gottesdienst, sowie dem Amt der Kommunion zu versorgen. Der in der Kapelle im Stein ausgesparte Wandschrank zeigt die Jahreszahl 1518 und stammt vermutlich aus der Zeit des Vorgängerbaus des heute sichtbaren Schlosses. Aus der gleichen Zeit wie die Kapelle stammt auch das Obergeschoss des linken Turmes, in dem die Kreisform des Turm-Untergeschosses aufgegeben wurde. Über dem Keller wurde, vermutlich infolge eines Brandes, in der zweiten Hälfte des sechzehnten Jahrhunderts als heutiges Erdgeschoss eine zierliche Bogenhalle und darüber wiederum zwei Obergeschosse errichtet, die in einen fast quadratischen Mittelbau und einen rechten Flügel gegliedert, im Stil der Renaissance die architektonische Ergänzung zum gotischen linken Flügel bilden. Sonst ist der gesamte Bau einfach gehalten. Der vielfach beschriebene gotische Giebel vor dem Satteldach zeigt bereits den Übergang des in der Renaissance oft verwendeten geschweiften Volutengiebels. An der Nordfassade haben sich zwei originale Abtritterker erhalten. Der rechte Turm wird bis heute als Küchenraum verwendet. Seit 1781 führt eine steinerne Brücke über den ehemaligen Wassergraben und zwei Nebentreppen führen beiderseits auf der Schlossseite in den Graben hinunter. 1905 erfolgten starke Umbaumaßnahmen unter dem Dresdner Architekten Hans Gerlach. So wurde im Mittelbau die große zweigeschossige Halle errichtet, der eine ursprüngliche spätgotische Wendeltreppe weichen musste. Oberhalb des Mittelbaus erinnert das sogenannte Dresdner Zimmer mit einer bemalten Holzdecke in dunkelgrauen, braunen und gelben Ornamenten an diese Zeit des Umbaus von 1905.

### Orangerie
Das Gartenhaus, das als Orangerie erbaut wurde und in einem weitläufigen französischem Park gegenüberstand, ist ein langgestreckter Bau von einfacher Gestaltung. Im Erdgeschoss waren große Öffnungen nach Süden und im Obergeschoss befand sich die berühmte Schleinitzer Bibliothek mit über 3000 Bänden des Dietrich von Bose aus dem Jahr 1690, um die sich der sächsische Historiker Johann Friedrich Ursinus, (* 15. August 1735 in Meißen, † 9. Januar 1796), Pfarrer aus Beicha, kümmerte. Im wertvollen Buchbestand war unter anderem eine Bibel von Hans Lufft aus dem Jahr 1561 aus Wittenberg und ein handgeschriebener Brief von Nikolaus Selnecker. Der Bau wird heute ausschließlich zu Wohnzwecken genutzt. Die noch durch Cornelius Gurlitt 1923 gesichteten Reste des Theaters sind nicht mehr auffindbar.

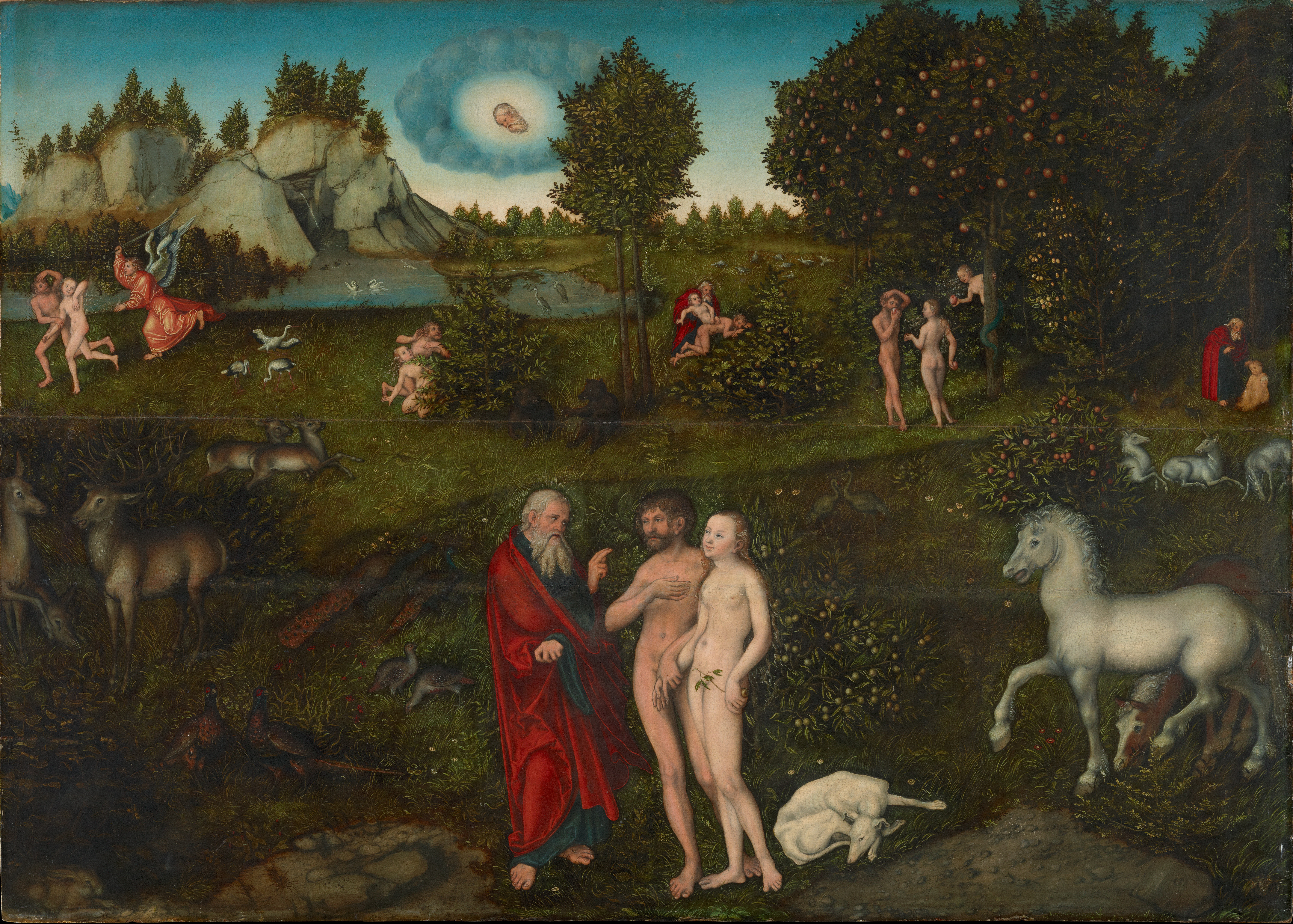
Lucas Cranach der Ältere: Paradies, 1530, Kunsthistorisches Museum, Wien

#### Lucas Cranach d. Ä.Paradies
Als Otto Eduard Schmidt 1904 in seinen kursächsischen Streifzügen das seit Jahren verlassene Schloss und das Gartenhaus betrat, erkannte er in der Kunstsammlung des ehemaligen Besitzers von Bose unter anderem an der geflügelten Schlange ein Originalgemälde von Lucas Cranach d. Ä. Cranach stellte das Paradies als Garten Eden mit einer Vielzahl friedlich miteinander lebender Tiere dar. Das Bild gab es damit in zwei Originalfassungen, eine ist bis heute Bestandteil des Kunsthistorischen Museums in Wien. Beide sind bis auf die Akzentuierung des Geschehens identisch und zeigen weiter in einzelnen protestantisch beeinflussten Interpretationsszenen die Erschaffung Adams durch Gott, den Sündenfall, sowie die Vertreibung. 1928 gab der Besitzer, Freiherr Stephan von Friesen, dieses Gemälde in die Dresdner Gemäldegalerie, um es restaurieren zu lassen, da die Tafel durch Abspringen der Farbe gelitten hat und infolgedessen nicht intakt ist. Der dort zuständige Galeriedirektor Hans Posse erkannte sofort den Wert dieses bisher unbekannten Cranach und bemühte sich um den Erwerb des Bildes für die Dresdner Gemäldegalerie. Nach weiteren Verhandlungen verkaufte Freiherr Stephan von Friesen 1928 für 15.000 Mark das Bild der Dresdener Gemäldegalerie, wo es sofort in der ständigen Ausstellung präsentiert wurde. Dieses Bild wurde dann wie weitere Kunstgegenstände 1945 von den Sowjets geraubt, dann wieder zurückgegeben und konnte ab 1958 bis heute in der ständigen Ausstellung präsentiert werden.

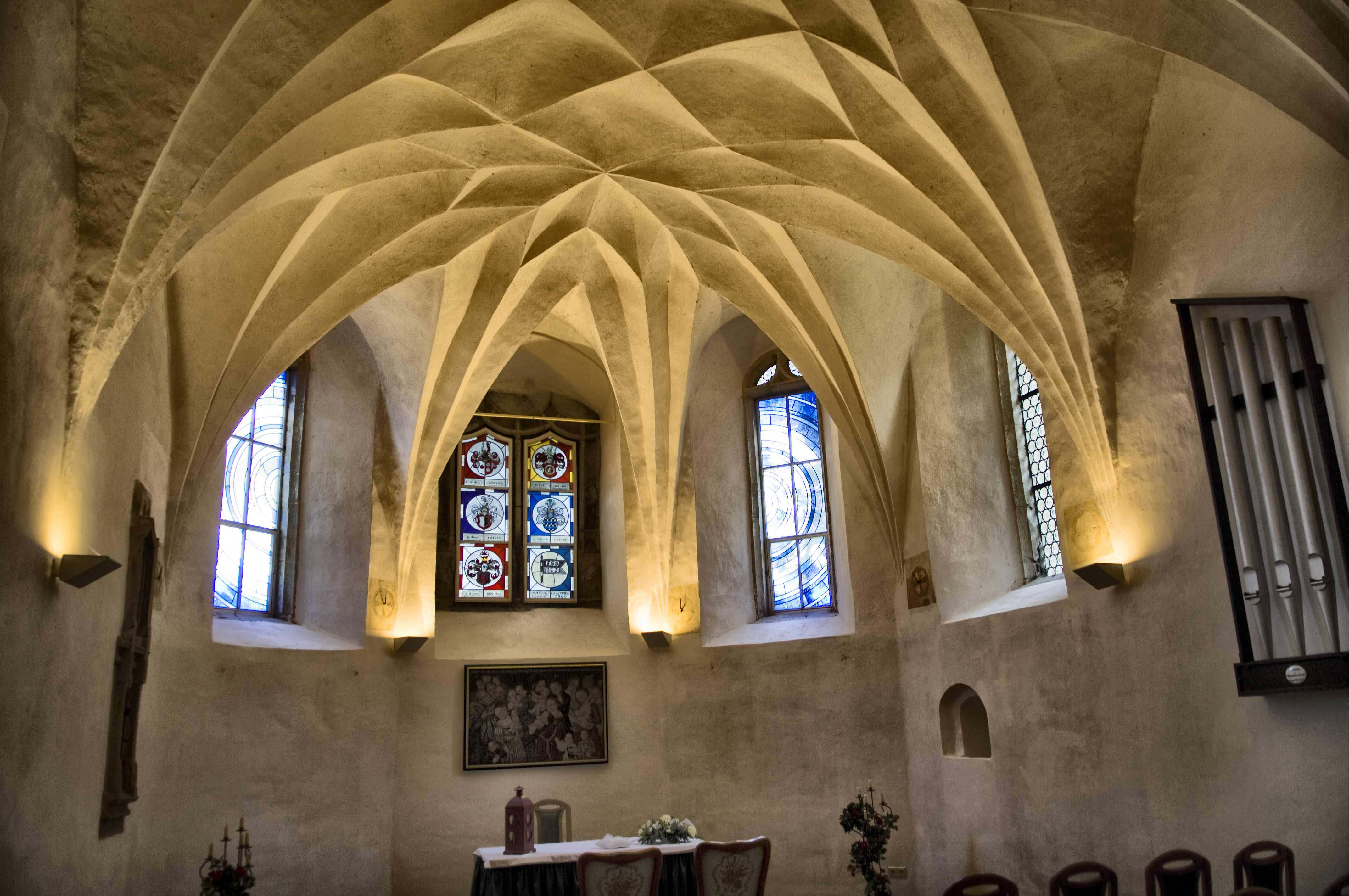
Gotische Kapelle

### Wirtschaftsgut Schleinitz
Unmittelbar in Nordostrichtung in Blickrichtung auf das Schloss befindet sich das ehemalige, mit dem Schloss verbundene 280 ha große Wirtschaftsgut, ein Wirtschaftsgebäudensemble mit ehemaligen Scheunen, Malz-, Backhäusern und Stallungen, die heute als Wohnungen genutzt werden. Zum Gut gehörten 186 ha Feld, 21 ha Wiesen, 65 ha Wald und 8 ha Teiche. Ein eingemauerter Stein im Gerichtsgebäude datiert Teile der Anlage in das Jahr 1558. Eine traditionelle ländliche Nutzung findet in der spärlich besiedelten Ortslage nicht mehr statt. Im alten Getreidespeicher des Rittergutes wurde durch den Förderverein, der mit sechzig ABM-Kräften um 2000 zeitweise größter lokaler Arbeitgeber war, ein Museum für ländliches Brauchtum eingerichtet, in dem Arbeitsmittel und Werkzeuge aus der bäuerlichen Haus-, Feld- und Viehwirtschaft als museale Exponate dargestellt werden. Weiterhin sind Vorführwerkstätten für Schumacher, Sattler und Schmiede zu sehen. Das in der Achse des Schlosses zuletzt fertig sanierte Gerichtsgebäude, das im 16. Jahrhundert ursprünglich als Kellerhaus allein zum Zweck der Vorratsspeicherung erbaut wurde, diente dem Namen nach im 18. Jahrhundert als lokaler Amts- und Richtersitz über die Erb- und Obergerichtsangelegenheiten der Grundherrschaft Schleinitz. Der darauf befindliche achteckige Dachreiter mit Uhr, Laterne und birnförmiger Haube stammt aus späteren Bauperioden.

## Geschichte
In Schleinitz wurde 1231 erstmals ein Herrensitz, 1443 ein Rittersitz und 1551 ein altschriftsässiges Rittergut urkundlich überliefert. Die Herrschaft übte Erb- und Obergerichtsbarkeit aus. 1696 zählte Schleinitz zum Zuständigkeitsbereich des Amtes Meißen.

### Von Schleinitz (1255–1594)
Das Geschlecht derer von Schleinitz ist sächsischer Uradel und wurde 1255 das erste Mal urkundlich erwähnt. Die Besitzkomplexe der Familie reichten bis nach Nordböhmen.

Wappen derer von Schleinitz

#### Wappen
Das Wappen stellt drei Rosen im gespaltenen Schild dar und trägt rechts ein rotes und links ein silbernes Büffelhorn.

### Von Loß (1594–1664)
Die Adelsfamilie von Loß zählte zur Machtelite von Sachsen. Christoph von Loß (1574–1620) war durch seine Frau Maria zum Erben seines Schwiegervaters Abraham von Schleinitz geworden und dadurch am Vorabend des Dreißigjährigen Krieges protestantischer Grundherr auf Schloss Schleinitz. Er war der diplomatische Gegenpart zu seinem Bruder Joachim von Loß (1576–1633) auf Schloss Pillnitz, der als der böse Loß überliefert wurde und mit Ursula von Schleinitz auf Saathain verheiratet war. Der Geheimrat Christoph von Loß hatte wesentlichen Einfluss auf die Politik des sächsischen Hofes unter König Christian II.

### Von Bose (1664–1773)
Vom Reichspfennigmeister Joachim Christian von Bose ging das Erbe an seinen Sohn, Joachim Dietrich von Bose auf Schleinitz, Petzschwitz, Graupzig, Gödelitz, Seegeritz und Burkersdorf. Dietrich von Bose war Ritter des Johanniterordens, kurfürstlicher Kammerherr und Inspekteur der Fürstenschule Sankt Afra in Meißen. Von ihm sind Berichte über sogenannte Jagdcampenments aus den Jahren 1727 bis 1736 überliefert.

### Von Zehmen (1773–1906)
1773 erbte Friedrich von Zehmen auf Stauchitz Schloss und Rittergut Schleinitz von seinem Onkel, dem Geheimen Rat Carl Gottlob von Bose. Schloss Schleinitz bildete ab da mit Petzschwitz, Gödelitz und Graupzig einen Besitzkomplex. Friedrich von Zehmen (1733–1812) besuchte das Franziskaneum in Meißen, studierte Jura an der Alma Mater Lipsiensis und an der Salana in Jena. Schließlich wurde er kursächsischer Hof- und Justizrat. Nach einem Dürrejahr 1789 kam es 1790 zu einer Missernte. Hinzu kam die ungleiche rechtliche Situation der Bauern gegenüber den feudalen Erbgerichten, so dass es 1790 in der Lommatzscher Pflege zum sächsischen Bauernaufstand kam. Grundherr Friedrich von Zehmen stellte fest, dass es mit der Justiz nun zu Ende sei, da diese von den Untertanen mit Prügel und Gewalt durchgesetzt werde. Er hatte in seiner Not vierzig Mann von der in Lommatzsch stationierten Artillerie nach Schleinitz kommandieren lassen. Aber am 22. August 1790 entrissen die Bauern den Soldaten die Gewehre, zerbrachen dem kommandierenden Leutnant Bach den Säbel und zogen, den gefangenen Offizier in ihrer Mitte, mit Sensen, Heugabeln und Dreschflegeln bewaffnet zum Schloss Schleinitz. Dort wurde der von Zehmen eingesetzte Gerichtsverwalter Kohl derart misshandelt, dass dieser an den Folgen am 23. August in Meißen starb. Auf der steinernen Brücke des Schlosses wurde der Grundherr zu einer schriftlichen Verzichtserklärung auf alle Frondienste und Getreidezinsen gezwungen. Das Rittergut Schleinitz verkaufte er nach den Geschehnissen 1790 an seinen jüngeren Bruder. Der Nachfahre Ludwig Gottfried von Zehmen-Schleinitz verfasste mehrere wissenschaftliche Berichte über die Pomologie. Sein Sohn Hans-Dietrich v. Z. erbte die väterlichen Güter Schleinitz usw., lebte aber meist in London und starb dort am 20. Februar 1906. Da er keine Kinder hatte, erbte seine Schwester Marie Susanna von Zehmen, vermählt mit Dr. Heinrich Freiherr von Friesen die Güter, u. a. Schleinitz.

### Von Friesen (1906–1945)
1906 erbte der Jurist Dr. Heinrich Freiherr von Friesen-Rötha (1867–1946), damals in erster Ehe verheiratet mit Emma von Carlowitz, das Schloss. Von seinen drei Söhnen, die 1914 in den Ersten Weltkrieg mussten, überlebte nur Rechtsanwalt Freiherr Stephan von Friesen (1897–1943). Seine beiden Brüder Hans-Dietrich und Georg von Friesen wurden unter den Linden des Wallganges begraben. Stephan erbte mit Schleinitz ein 338 ha Rittergut, wobei einzelne Flächen bis 1926 verpachtet waren. Stephan von Friesen fiel dann als Oberst in Russland an der Ostfront, sein Sohn Georg Dietrich Freiherr von Friesen (* 1923) wurde 1944 in der Ukraine schwer verwundet, überlebte aber. Dessen Mutter, die Witwe Marie-Josephe von Friesen, geborene von Carlowitz-Falkenhain, war bis 1945 die letzte adelige Besitzerin von Schloss Schleinitz. Aufgrund einer Warnung durch den Meißner Bürgermeister gelang es der Familie vor der drohenden Deportation der Sowjets nach Siebeneichen bei Meißen zu fliehen. Danach gelang es der Schwester Georgs, Marie-Luise Sahrer von Sahr von Schönberg im Oktober nach Schleinitz zurückzukehren und zu beobachten, wie das Schloss von den Russen ausgeplündert wurde. Die während des Krieges im Schloss eingelagerten Dresdner Kulturgüter, unter anderem „Dragonervasen“ (siehe dazu Porzellansammlung), wurden dagegen im Dorf zum Gurkeneinlegen missbraucht, wobei sie ausnahmslos zerstört wurden. Lediglich eine davon, wurde im stark beschädigten Zustand gerettet, rekonstruiert und ist heute im Schloss Moritzburg zu sehen. Von Siebeneichen aus floh die Mutter auf einem Kohlezug nach Haidenburg, ihre Kinder kamen später nach. Die Publizistin Astrid von Friesen ist eine Nachfahrin.

### Nach 1945
Nach dem Krieg wurden Heimatvertriebene in das Schloss einquartiert und eine LPG etabliert. Ab den sechziger Jahren hielt die Familie von Friesen Kontakt zu den Verbliebenen in der Heimat, besuchte diese oft, musste aber durch den bestehenden Kreisverweis immer mit staatlichen Repressalien rechnen. Zurück erhielten die Eigentümer vom gesamten Besitz lediglich vierzig Gemälde und zwei Schränke. Eine vollständige Rückgabe des geraubten Eigentums oder eine Wiedergutmachung des Unrechts erfolgte nicht.
1990 löste sich die LPG auf und das abgewirtschaftete Schloss stand leer. Darum gründete sich am 13. Februar 1992 ein Förderverein Schloß Schleinitz e. V. Als Startkapital erhielt der Förderverein 200.000 DM von der Münchener Dussmann Stiftung. Der Verein begann das Schloss schrittweise zu sanieren und erhielt weitere EU-Fördermittel aus dem Förderprogramm Leader II und errichtete ein Kultur-, Bildungs- und Begegnungszentrum der Lommatzscher Pflege. 1998 wurde mit 50.000 DM Stammkapital eine Gaststätten GmbH für den Betrieb eines Drei-Sterne-Hotels mit 19 Hotelbetten und 60 Gastronomieplätzen gegründet. Die Schlosskapelle wurde für Trauungen genutzt und eine Hochzeitssuite eingerichtet. Betrieben wird das Schloss Schleinitz von der Fam. Langer/Heilsberg. Es steht auch für Seminare, Hochzeits- und Familienfeiern sowie sonstige Veranstaltungen zur Verfügung.

### Architektur
- G. A. Poenicke (Hrsg.): Album der Rittergüter und Schlösser im Königreiche Sachsen. Nach der Natur neu aufgenommen von F. Heise, Architect. II. Section: Meissener Kreis. Rittergut Schleinitz, Leipzig 1860, S. 89–90. Motiv Schloss, Text Schleinitz
- Otto Eduard Schmidt: Die Lommatzscher Pflege und das Geschlecht derer von Schleinitz. In: Kursächsische Streifzüge. Dritter Band. Aus der alten Mark Meißen. Wilhelm Grunow, Leipzig 1906, S. 77 ff. Katalog, in SLUB
- Cornelius Gurlitt: Beschreibende Darstellung der älteren Bau- und Kunstdenkmäler des Königreichs Sachsen. Amtshauptmannschaft Meißen-Land. Einundvierzigstes Heft, Meinhold und Söhne, Dresden, September 1923, S. 462 ff.
- Walter Schlesinger (Hrsg.): Handbuch der historischen Stätten Deutschlands. Band 8: Sachsen (= Kröners Taschenausgabe. Band 312). Kröner, Stuttgart 1965, S. 319. DNB 456882952

### Gutshistorie
- Niekammer`s Landwirtschaftliche Güter-Adreßbücher, Band IX, Freistaat Sachsen, Verzeichnis. 2. Auflage, Hrsg. Ernst Ullrich, Ernst Seyfert, Reichenbach`sche Verlagsbuchhandlung, Leipzig 1920.
- Niekammer`s Landwirtschaftliche Güter-Adreßbücher, Band IX, Freistaat Sachsen, Verzeichnis. 3. Auflage, Hrsg. Ernst Ullrich, Ernst Seyfert, Reichenbach`sche Verlagsbuchhandlung, Leipzig 1925, S. 256.
- Martina Schattkowsky: Mit den Mitteln des Rechts. Studien zum Konfliktaustrag in einem sächsischen Rittergut. Tel Aviver Jahrbuch für deutsche Geschichte, Band XXII, Zur Sozial- und Begriffsgeschichte des Mittelalters, Universität Tel Aviv, Bleicher Verlag, Gerlingen 1993, S. 293–311. ISBN 3-88350-496-3. Erläuterungen zum Bauernaufstand 1790 sowie die Entwicklung und Auseinandersetzungen in der Schleinitzer Rechtspraxis (Patrimoniale Gerichtsbarkeit, Appellationsgericht in Kursachsen).
- Bernhard Fabian: Bibliotheken in Sachsen, Olms Neue Medien, Hildesheim 2003. Bildungs- und Unterhaltungsbibliotheken des Landadels. Beispielsweise in Schleinitz die durch Joachim Dietrich von Bose (1680–1742) begründete Büchersammlung und die Herrschaftlich von Zehmen'sche Bibliothek (Fideikommiss) die ca. 4000 Bände umfassende Sammlung.
- Agnes und Henning v. Kopp-Colomb: Schicksalsbuch II des Sächsisch-Thüringischen Adels. 1945 bis 1989 und von der Wende bis 2005. Aus dem Deutschen Adelsarchiv n. F., Band 6, C. A. Starke Verlag, Limburg an der Lahn 2005, S. 209. (Freiherren v. Friesen auf Schleinitz), S. 210–213. Georg-Dietrich Freiherr v. Friesen berichtet vom Kriegsende 1945, S. 213–216. Marie-Louise Sahrer v. Sahr v. Schönberg, geb. Freiin v. Friesen ergänzt den Bericht ihres Bruders. ISBN 3-7980-0606-7.
- Martina Schattkowsky: Zwischen Rittergut, Residenz und Reich. Die Lebenswelt des kursächsischen Landadligen Christoph von Loß auf Schleinitz (1564-1620), Leipziger Universitätsverlag GmbH, Leipzig 2007, ISBN 978-3-936522-81-5. Sozialisationsprozesse zwischen Rittergut und Dresdner Hof am Beispiel Schleinitz.

### Sekundärliteratur
- Jan Peters, Redaktion Barbara Krug-Richter, Martina Schattkowsky: Konflikt und Kontrolle in Gutsherrschaftsgesellschaften, über Resistenz- und Herrschaftsverhalten in ländlichen Sozialgebilden der frühen Neuzeit, Veröffentlichungen des Max-Planck-Institut für Geschichte, Vandenhoeck und Ruprecht Verlag, Göttingen 1995, ISBN 3-525-35434-7. Aufsatz von Martina Schattkowsky: ...und wollte ich mit Ihnen in Frieden und Ruhe leben. Hintergründe zum Herrschaftsverständnis adliger Rittergutsbesitzer in Kursachsen um 1600, S. 359–403. Kontext: Abraham von Schleinitz, Landadel in Kursachsen, das Rittergut Schleinitz, Christoph von Loß.